# Bahnhof Wallisellen
Der Bahnhof Wallisellen ist ein S-Bahn-Bahnhof. Er befindet sich an der Abzweigung der Glattallinie von der Bahnstrecke Zürich–Winterthur. Er erschliesst die Gemeinde Wallisellen und ist ein Knotenpunkt im mittleren Glattal, er befindet sich mitten im Stadtzentrum von Wallisellen und wird von den SBB bedient.
Der Bahnhof Wallisellen wird von diversen Bus- und einer Tramlinie angefahren.
Der Bahnhof liegt in der Zone 121 des Zürcher Verkehrsverbunds (ZVV).

## Gleisanlagen
Seit dem Umbau in den Jahren 2007 bis 2010 besteht die Gleisanlage noch aus vier normalspurigen Stationsgleisen an zwei Mittelperrons. Regelmässig verwendet werden heute nur noch zwei Gleise. Die S-Bahnen der S-Bahn Zürich halten alle am Perron mit den Gleisen 3 und 4, das die Standard-Höhe von 55 cm aufweist. Das zweite Perron mit den Gleisen 5 und 6 entspricht nicht mehr dem aktuellen Standard. Es wird nur ausserfahrplanmässig bei Umleitungen und für Sonderzüge gebraucht.
Die Gleise 1 und 2 wurden beim Projekt Mittim und für die Realisierung der Glattalbahn zurückgebaut.
Die Bahnstrecke Zürich–Winterthur und die in Wallisellen abzweigende Glattallinie sind beide doppelspurig ausgeführt. Die Weichen sind dafür ausgelegt, dass auch abzweigende Züge den Bahnhof mit Geschwindigkeiten von maximal 90 km/h durchfahren können.
Auf der Seite zum Stadtzentrum hin wurde die Haltestelle der Glattalbahn mit zwei meterspurigen Tramgleisen direkt neben den Stationsgleisen der SBB gebaut. Die Glattalbahn überquert die Bahngleise auf einem Viadukt am östlichen Bahnhofsende.

## S-Bahn Zürich
Seit Einführung der S-Bahn Zürich im Jahr 1990 sind die S-Bahn-Züge die Hauptverkehrsträger im Bahnhof Wallisellen.
- S 8 Winterthur – Wallisellen – Zürich HB – Thalwil – Pfäffikon SZ
- S 14 Affoltern a. A. – Altstetten – Zürich HB – Oerlikon – Wallisellen – Hinwil
- S 19 (Koblenz – Baden –) Dietikon – Zürich HB – Wallisellen – Effretikon (– Pfäffikon ZH)

Auf allen Linien fahren die Züge im Halbstundentakt. Vom Fernverkehr wird der Bahnhof nicht bedient.

### Nachtnetz
An den Wochenenden fährt eine Nachtlinie den Bahnhof Wallisellen an.

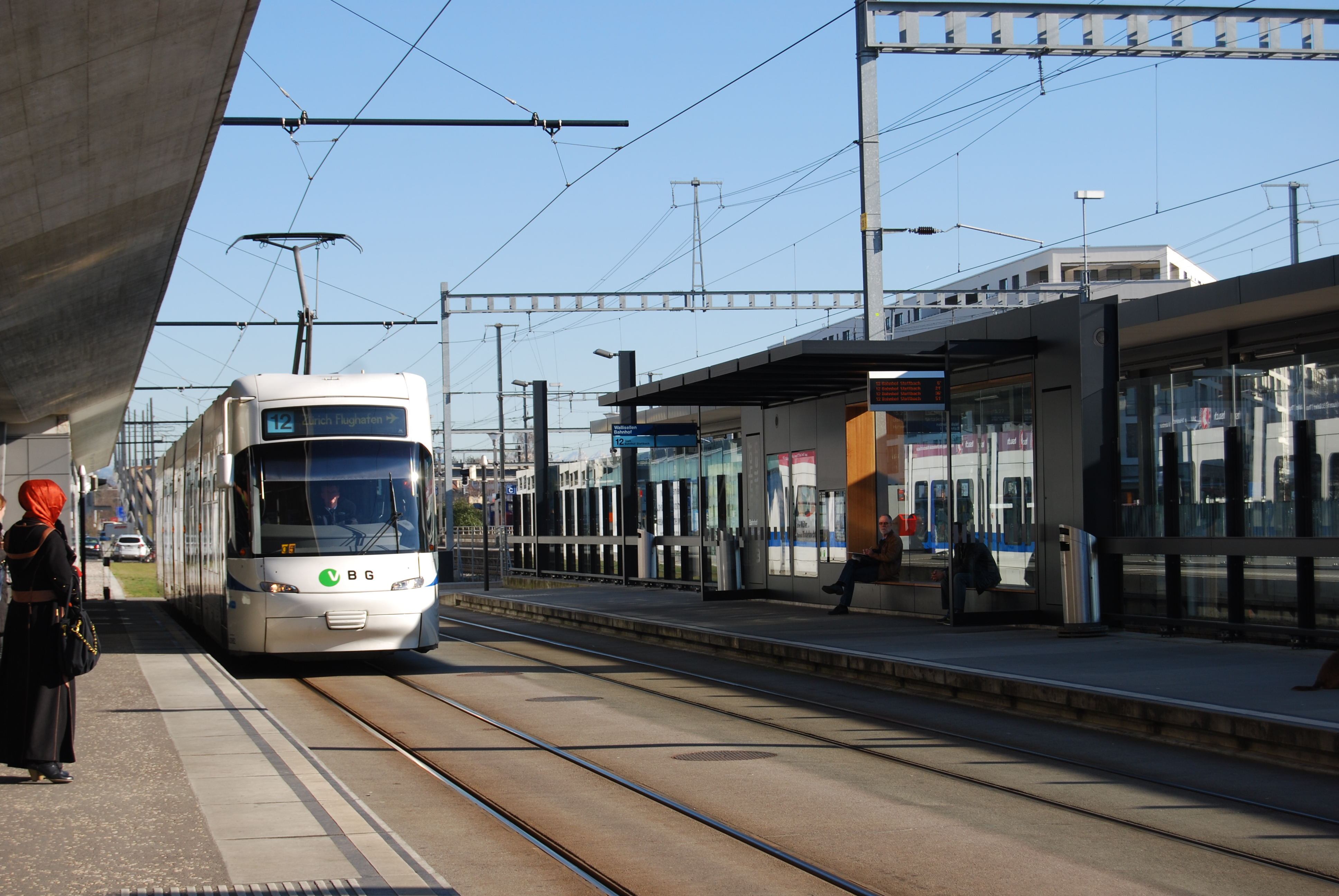
Tramlinie 12 der Glattalbahn (2014)

- SN8 Pfäffikon ZH – Wallisellen – Zürich HB – Thalwil – Lachen

## Nahverkehr
Auf dem Bahnhof-Vorplatz befindet sich ein Busbahnhof, an dem eine Regionalbus- und vier Ortsbuslinien halten. Zwischen dem Bushof und dem Bahngleis 3 befindet sich die Tramstation der Glattalbahn. Südlich vom Bahnhof bestehen Park-and-ride-Anlagen für den motorisierten Verkehr.
Sämtliche Buslinien und die Tramlinie werden von der Verkehrsbetriebe Glattal (VBG) betrieben.

### Buslinien
- 759 Flughafen, Kloten – Glattbrugg – Wallisellen, Bahnhof – Zentrum Glatt – Dübendorf, Bahnhof – Wangen ZH, Dorfplatz
- 761 Wallisellen, Bahnhof – Opfikon, Bahnhof – Glattbrugg, Bahnhof
- 771 Wallisellen, Bahnhof – Zentrum – Schäfligraben
- 772 Wallisellen, Schulhaus Bürgli – Wallisellen, Bahnhof – Sportzentrum
- 773 Wallisellen, Bahnhof – Belair – Frohheimstrasse

### Tramlinie
- 12 Bahnhof Stettbach – Wallisellen, Bahnhof – Auzelg – Glattbrugg – Flughafen, Kloten – Flughafen Fracht

## Infrastruktur
Auf der Südseite des Bahnhofs Wallisellen befindet sich das «Park + Ride»-Angebot mit total 67 Parkplätzen, zudem stehen dort drei Carsharing-Stellplätze der Firma Mobility.
Bei der Tramstation befindet sich der Bahnhofschalter der SBB sowie ein Lebensmittelladen.
Ebenfalls auf dieser Seite befinden sich die Taxistandplätze und ein Geldautomat.
Der Bahnhof ist behindertengerecht eingerichtet, er verfügt über einen rollstuhlgängigen Billettschalter, rollstuhlgängige Toiletten und einen stufenlosen Perronzugang.
An den Bahnhof angeschlossen ist das Parkhaus Zentrum Wallisellen mit 150 Parkplätzen. Oberhalb der Tiefgarage befindet sich ein kleines Einkaufszentrum mit diversen Läden, unter anderem auch einer Bank und einer Bäckerei.

## Geschichte
Dieser Bahnhof hatte in der Pionierzeit der Eisenbahn grössere Bedeutung, da hier die Vereinigten Schweizerbahnen und die Schweizerische Nordostbahn miteinander verknüpft waren.
Der Bahnhof Wallisellen wurde am 25. Juni 1856 bei der Einweihung der NOB-Strecke Zürich–Wallisellen–Winterthur in Betrieb genommen. Am 1. August 1856 wurde zusätzlich die Glatthalbahn Wallisellen-Uster eröffnet, die 1857 von den Vereinigten Schweizerbahnen (VSB) übernommen und verlängert wurde; die Station wurde damit zu einem wichtigen Umsteigebahnhof der Region. Erst 1866 entschloss sich die Eisenbahndirektion der NOB zum Bau eines Stationsgebäudes, das im gleichen Stil wie die Aufnahmegebäude in Amriswil, Arbon und Dietikon nach Plänen von Jakob Friedrich Wanner ausgeführt wurde.

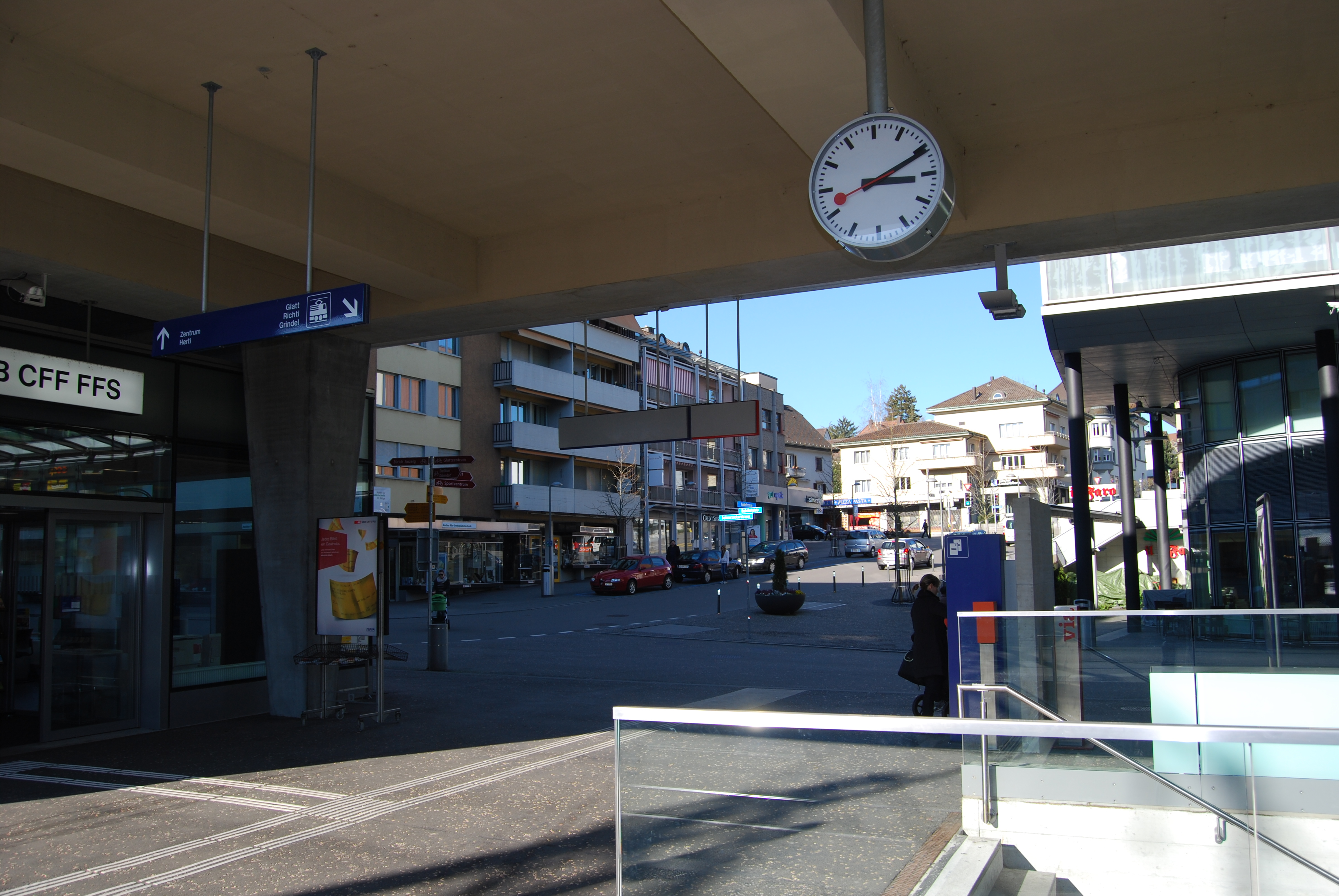
Blick Richtung Stadtzentrum (2014)

Änderungen an den Gleisanlagen und den umgebenden Bauten fanden mehrmals statt. Ab 1902, in der Folge der Verstaatlichung von NOB und VSB, wurden die Gleisanlagen der beiden Vorgängerbahnen zusammengelegt und die Sicherungsanlagen umgebaut. 1929 wurde der Bahnhof erweitert, zusammen mit einer Personenunterführung wurden Überdachungen für die Perrons erstellt. Diese Perrondächer waren zuvor an der Einfahrt zur alten Bahnhofshalle am Hauptbahnhof Zürich installiert gewesen und waren beim Abriss zur weiteren Verwendung hierher transportiert worden. 1975 erfolgte eine starke Änderung am Empfangsgebäude: der Nebenflügel an der Westseite des Aufnahmegebäudes wurde abgerissen und durch ein einstöckiges Stellwerk mit einigen zusätzlichen Betriebsräumen und modernem Flachdach ersetzt. Auch auf der Ostseite wurde ein Flachdach angesetzt. Das alte Turmstellwerk wurde abgebrochen.

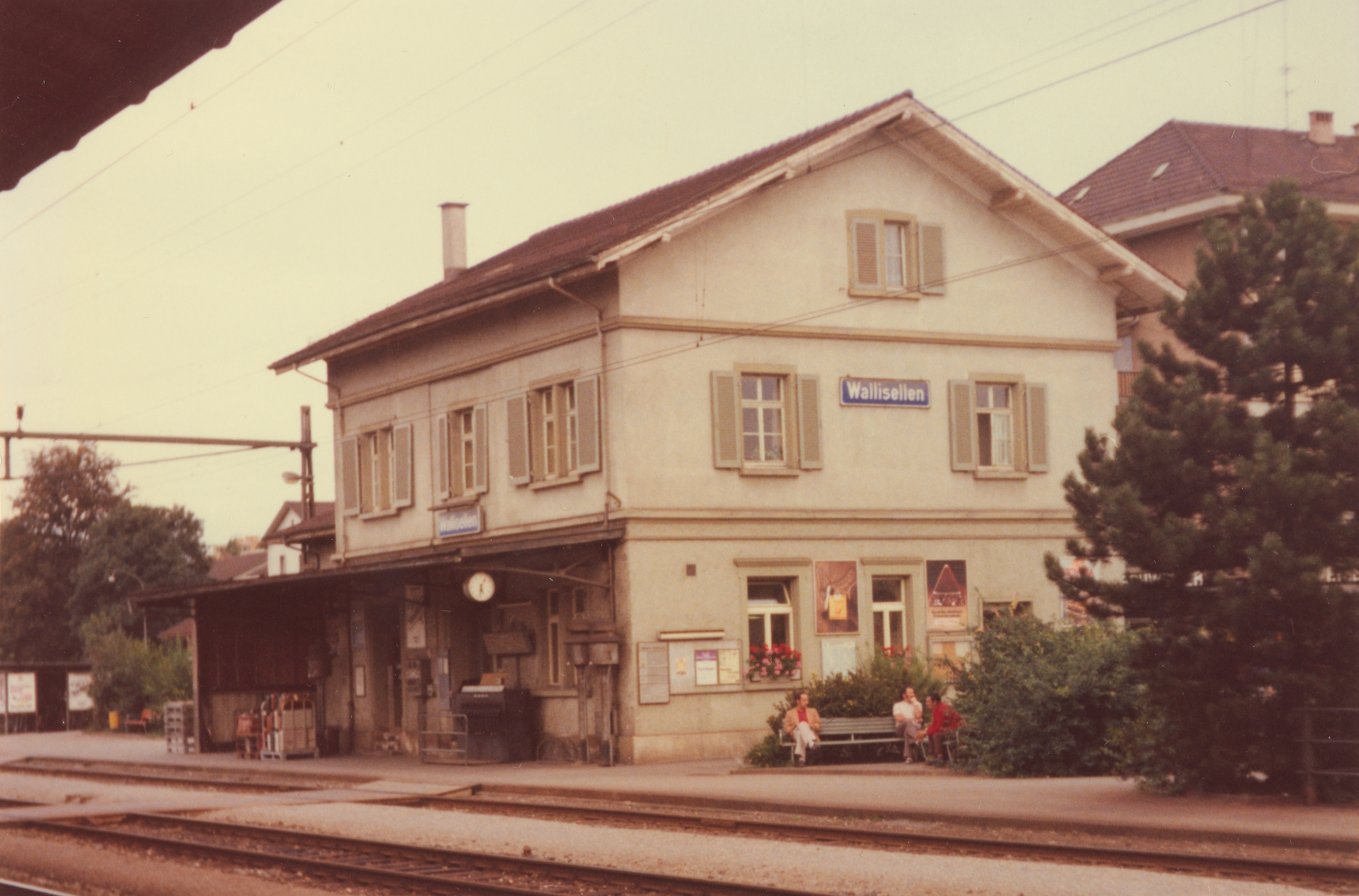
Damaliges Bahnhofsgebäude (1974)

Mit der Eröffnung der Flughafenlinie im Jahr 1980 verlor der Bahnhof Wallisellen fast allen Schnellzugverkehr, da die Schnellzüge und IC nun den Flughafenbahnhof anfuhren. Zur selben Zeit nahm aber der Regionalverkehr im Glattal stark zu, so dass 1985 die Linie Wallisellen–Uster auf Doppelspur ausgebaut wurde. Als 1990 die Zürichberglinie als Kernstück der S-Bahn Zürich in Betrieb genommen wurde, verlor die Station Wallisellen noch einmal an Bedeutung, da die Glattallinie nun von den meisten S-Bahnen über die Verzweigung Neugut angefahren wurde und Wallisellen so umging. Der Bahnhof wurde seither von den Linien S8 und S14 bedient, die sich hier trennen.
Ab 2004 wurde zwischen dem Flughafen Zürich und Dübendorf in drei Etappen die Glattalbahn als meterspurige Strassenbahn gebaut (ursprünglich Stadtbahn Glattal genannt, nicht zu verwechseln mit der ehemaligen Glatthalbahn Wallisellen–Uster). In ihrer dritten Etappe erreichte sie 2010 auch den Bahnhof Wallisellen. Im Zuge des Umbaus der Station musste das Aufnahmegebäude samt der Personenunterführung und den Perrondächern einem Neubau Platz machen; der Bahnhof samt Vorplatz und das angrenzende Ortszentrum wurden völlig umgestaltet. Die Eröffnung des neuen Bahnhofsgebäudes mit dem neuen Busbahnhof erfolgte am 25. Februar 2010, die Eröffnung der neuen Tramlinie am 12. Dezember 2010.

## Ausbau und Modernisierung
Zusammen mit dem Bau des Brüttener Tunnels soll der Bahnhof Wallisellen ausgebaut werden.

## Diverses
- Gleich angrenzend an den Bahnhof befindet sich das Areal der ehemaligen Stellwerksfabrik Wallisellen, der späteren Firma Integra Signum, heute ein Werk von Siemens Mobility. Dieses Werk hat den Grossteil an Stellwerken, Zugsicherungen (Integra-Signum) und anderen Signaltechnik-Produkten in der Schweiz geliefert. Das Areal verfügt über einen Gleisanschluss zum Bahnhof Wallisellen.
- Die südöstliche Fussgängerunterführung des Bahnhofs ermöglicht den Zugang zum Richti-Areal. Durch dieses Quartier besteht eine Fussgängerverbindung zum Glattzentrum.